# Ala-Sammaljärvi
Ala-Sammaljärvi är en sjö i kommunen Nurmes i landskapet Norra Karelen i Finland. Sjön ligger 156,6 meter över havet. Den är 5,3 meter djup. Arean är 89 hektar och strandlinjen är 8,5 kilometer lång. Sjön  ingår i Vuoksens huvudavrinningsområde.   Den ligger omkring 110 kilometer norr om Joensuu och omkring 440 kilometer nordöst om Helsingfors. 